# Huriini
Huriini è una tribù di ragni appartenente alla Sottofamiglia Amycinae della Famiglia Salticidae dell'Ordine Araneae della Classe Arachnida.

## Distribuzione
I 7 generi oggi noti di questa tribù sono diffusi prevalentemente in America meridionale, in particolare in Argentina, Paraguay, Brasile e Venezuela.

## Tassonomia
A maggio 2010, gli aracnologi riconoscono 7 generi appartenenti a questa tribù:
- Admesturius Galiano, 1988 — Cile, Argentina (2 specie)
- Atelurius Simon, 1901 — Venezuela, Brasile (1 specie)
- Hisukattus Galiano, 1987 — Brasile, Argentina, Paraguay (4 specie)
- Hurius Simon, 1901 — America meridionale (4 specie)
- Maenola Simon, 1900 — America meridionale (3 specie)
- Scoturius Simon, 1901 — Paraguay, Argentina (1 specie)
- Simonurius Galiano, 1988 — Argentina, Venezuela (4 specie)